# هنتر هارفي
هنتر هارفي (بالإنجليزية: Hunter Harvey)‏ هو لاعب كرة قاعدة أمريكي، ولد في 2 سبتمبر 1994 في كاتاوبا في الولايات المتحدة.

## وصلات خارجية
- الموقع الرسمي
- هنتر هارفي على موقع دوري كرة القاعدة الرئيسي (الإنجليزية)
- هنتر هارفي على موقعبيزبول رفرنس.كوم (الدوري الرئيسي) (الإنجليزية)
- هنتر هارفي على موقعبيزبول رفرنس.كوم (الدوري الثانوي) (الإنجليزية)
- هنتر هارفي على موقع إي إس بي إن.كوم (أم.أل.بي) (الإنجليزية)
- هنتر هارفي على موقع مشجعي الرسوم البيانية (الإنجليزية)